# 日本とパラオの関係
日本とパラオの関係（英語: Japan–Palau relations）とは、日本とパラオの二国間関係を指す。日本はコロールに大使館を、パラオは東京に大使館をそれぞれ置いている。日本とパラオは1994年11月2日に正式に国交を樹立した。

## 歴史

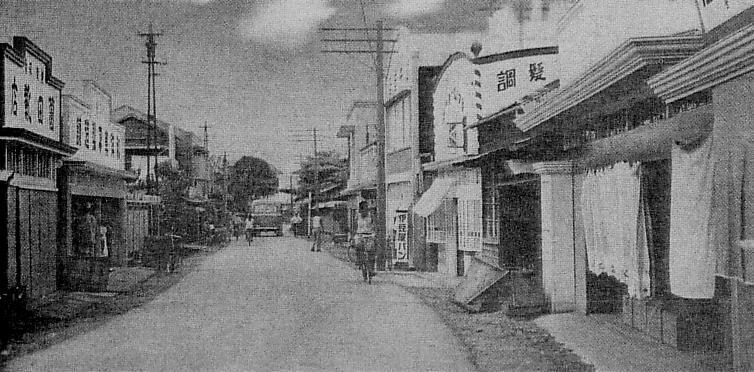
日本統治時代のコロール

日本とパラオの関係は、江戸時代の1820年（文政3年）に、陸奥国閉伊郡船越浦（現：岩手県山田町船越）の神社丸がパラオに漂着したことから始まる。神社丸は江戸に向かう途中に九十九里浜沖で遭難し、38日後パラオに漂着した。生き残った長吉ら6名はパラオに3年半あまり滞在した後、フィリピンのマニラ、マカオ、浙江省乍浦を経て日本に帰国し、パラオに関する記録を残している。
1914年（大正3年）、第一次世界大戦に連合国として参戦した日本は、パリ講和会議に措いて当時ドイツ領ニューギニア（Deutsch-Neuguinea）であったパラオ諸島、カロリン諸島、北マリアナ諸島の委任統治を認められた後、臨時南洋群島防備隊と軍政庁を設置し、パラオを含む南洋諸島統治を開始した。1920年（大正9年）、ヴェルサイユ条約によってパラオは国際連盟の委任統治領として認められたため、1922年（大正11年）に日本はパラオのコロールに南洋庁を置き、委任統治領の行政の中心地とした。日本統治下において、パラオは漁業、農業、鉱業の分野で目覚ましい発展を遂げた。パラオは日本統治期間中、ある程度の自給率を達成していた。パラオは第二次世界大戦中、大日本帝国軍の前線基地として機能し、1944年（昭和19年）にはパラオ諸島南部のペリリュー島とアンガウル島でペリリューの戦いとアンガウルの戦いが行われた。1945年（昭和20年）、南洋諸島の日本統治は第二次世界大戦における日本の降伏とともに終わりを告げた。旧南洋諸島は太平洋諸島信託統治領としてアメリカ合衆国により信託統治されることとなった。
日本は1994年（平成6年）10月1日にパラオのアメリカ合衆国からの独立を承認、同年11月2日にパラオと国交を樹立した。コロールにある日本大使館は1999年（平成11年）に開館した。

## 文化
かつて日本統治下にあったこともあり、パラオには日本文化の影響が見られる。現代パラオ語には「daijobu（大丈夫）」、「okyaku（お客）」、「denki（電気）」、「senkyo（選挙）」など日本語からの借用語が多数含まれている。また、パラオ料理は日本料理の影響を受けている。
パラオのアンガウル州では，パラオ共和国の公用語であるパラオ語と英語の他、日本語がアンガウル州憲法第12条第1項で公用語として定められている。

## 経済

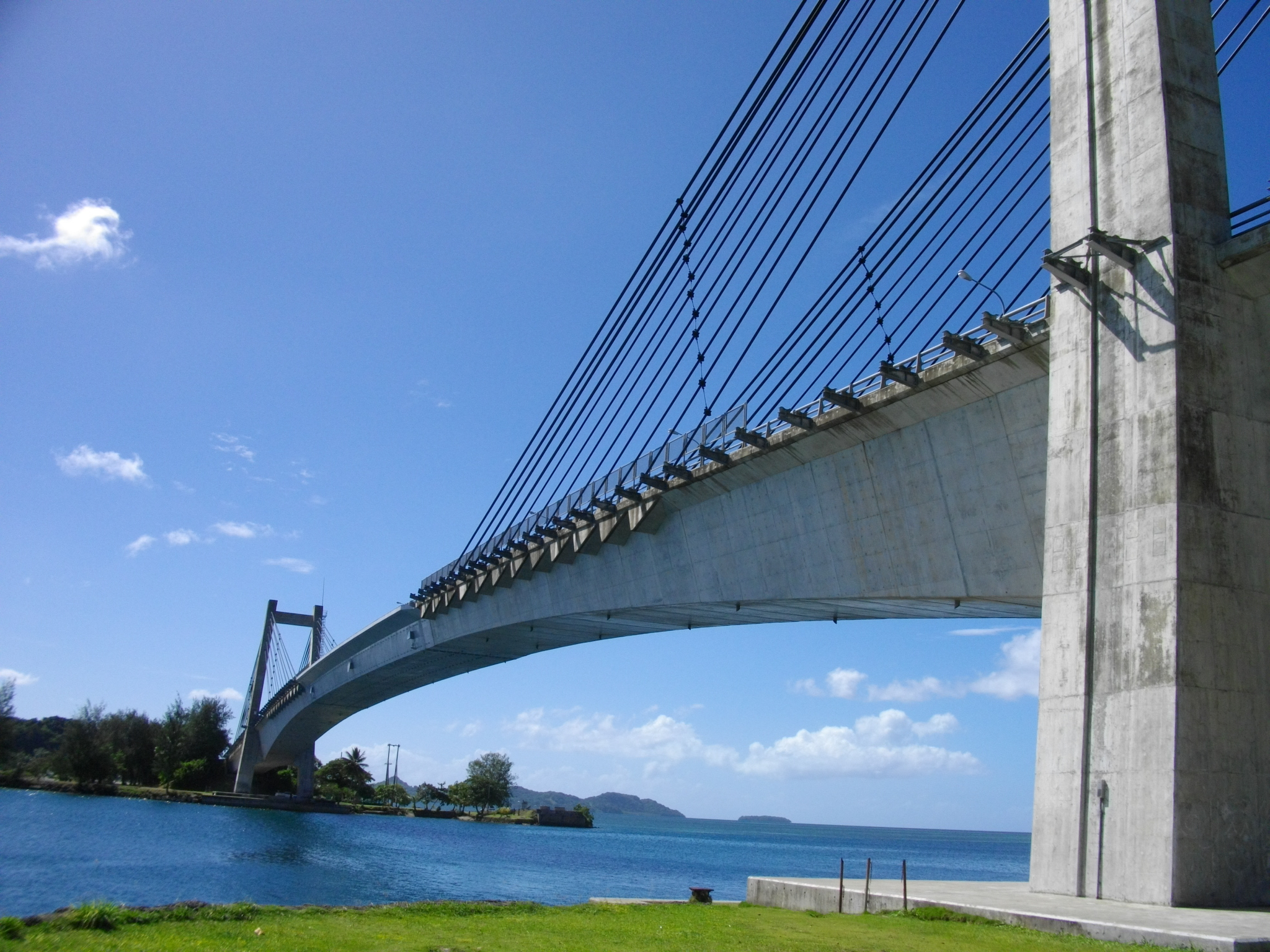
2002年に建設された日本・パラオ友好の橋

パラオに拠点を置くマグロ漁業の企業は主に日本に刺し身となるマグロを輸出している。日本漁船へのライセンス付与はパラオの外貨獲得源となっている。
パラオは過去に日本の捕鯨権を支持していたが、2010年6月以降は国際捕鯨委員会により考案された捕鯨捕獲枠案を支持、日本の支持を取りやめている。ジョンソン・トリビオンは「パラオの国家政策転換は日本とパラオの関係に影響するものではない」と断言し、日本は捕鯨におけるパラオの立ち位置を容認する「十分に成熟した国家」であると主張した。

### 経済協力
日本はパラオに対し、2016年までに約233億円の無償資金協力、約70億円の技術協力を行った。パラオ国際空港のターミナル、日本・パラオ友好の橋、パラオ国際サンゴ礁センターなどのインフラ整備に協力してきたほか、電力供給に関する継続的な支援も行っている。また、青年海外協力隊員、ボランティアなどを通じて人材育成にも協力している。

## 安全保障
日本はパラオ海底に眠る第二次世界大戦中の爆弾を処理するため、パラオに日本地雷処理を支援する会（JMAS）を派遣した。爆弾処理は2012年に開始され、2017 - 2018年にかけて、海洋汚染につながる物質が広がらないように、ヘルメット・レック（多くの爆雷が残された沈没船だが、船名は未特定）に残された爆雷をセメントでコーティングし、さらにパラオ政府の希望に応えて2019年から最終処理を開始した。
海上保安庁は、2023年8月から9月にかけて、日本財団及び笹川平和財団の支援の下、外国海上保安機関に対する海上保安能力向上支援の専従部門「海上保安庁MCT（Mobile Cooperation Team)」等6名をパラオに派遣し、当地海上保安当局職員に対する能力向上支援を実施した。

## 観光
観光はパラオの主要産業の一つである。日本や台湾からの観光客が多くを占めており、2011年時点において年間109,000人の観光客の内37,800人が日本人である。

## 外交使節

### 駐日パラオ大使
1. マサオ・サルバドール（1999年～2002年[11]、信任状捧呈は3月10日[12]）
  - （臨時代理大使）ピーター・アデルバイ（2002～2003年）
2. サントス・オリコン（2003～2006年、信任状捧呈は5月22日[13]）
  - （臨時代理大使）ピーター・アデルバイ（2006年）
3. ダイジロウ・ナカムラ[14]（2006～2009年、信任状捧呈は6月28日[15]）
4. ミノル・フランシスコ・ゼイヴィエル・ウエキ（2009～2013年、信任状捧呈は6月10日[16]）
  - （臨時代理大使）ンゲディケス・アンナ・ヒデオ（ネディケス・アナ・ヒデオ、2013年）
5. フランシス・マツタロウ（2013～2021年、信任状捧呈は9月26日[17]）
  - （臨時代理大使）ピーター・アデルバイ（2021～2022年）
6. ピーター・アデルバイ（臨時代理大使と同一人物、2022年～、信任状捧呈は6月7日[18]）